# De afgehakte hand van de god Tyr
De afgehakte hand van de god Tyr is het tweede stripalbum uit de Thorgal-parallelreeks De werelden van Thorgal: Wolvin. De strip werd voor het eerst uitgegeven bij Le Lombard in 2012. Het album is getekend door Roman Surzhenko met scenario van Yann.

## Het verhaal
In het vorige album bevrijdde de magiër Azzalepston Wolvin van haar wilde kant. Hij had het meisje hiertoe aangezet door beelden te tonen van hoe ze Thorgal doodde. Vervolgens zond hij de wilde Wolvin op pad om hem de afgehakte hand van de god Týr (de dexter) te brengen. Hiervoor dient ze Fenrir te verslaan. In ruil zou de wilde kant volledige vrijheid krijgen. 
Wolvin voelt zich bedrogen door de prijs die ze voor haar bevrijding moet betalen en wil haar twee helften opnieuw verenigen. Daarom besluit ze in te breken in de kamer van Azzalepston, daarbij geholpen door de mechanische uil Avrenim. Daar komt ze echter tot de ontdekking dat haar wilde kant niet meer in het kristal zit. Dankzij de god Vigrid komt ze te weten waar die is. Deze was eerder in opdracht van moeder Kayla naar Aaricia Gandalfdotr gezonden om iets te halen dat Wolvin kan helpen Fenrir te overwinnen. 
Vigrid brengt haar naar de sleutelbewaarster, die wolvin - in ruil voor een kleine gunst van Vigrid - toe laat tot het 'rijk van de chaos'. Aldaar komt ze oog in oog te staan met Fenrir.